# Wu Na
Wu Na, Chinees: 吴娜, (14 januari 1974) is een voormalig Chinees professioneel tafeltennisster. Wu is haar achternaam.

## Belangrijkste resultaten
- WK
  -  Goud in de gemengd dubbel in 1997 met Liu Guoliang in Manchester.
  -  Brons in het enkelspel in 1997 in Manchester.
  -  Brons in het dubbelspel in 1995 met Wang Chen in Tianjin.